# František Symon
František Symon (15. ledna 1847 Nymburk – 21. února 1934 tamtéž) byl český hudebník, ředitel kůru a sbormistr.

## Život
Narodil se 15. ledna 1847 v Nymburce. Studoval na místním učitelském ústavu. Počáteční hudební vzdělání získal u svého otce. Po ukončení studia se stal v roce 1865 učitelem v Kostomlatech nad Labem, Rožďalovicích, Kopidlnu a konečně v Osenicích, kde byl jeho kolegou a zároveň učitelem hudby Josef Förster. V roce 1876 přišel do Nymburka, kde se stal varhaníkem a ředitelem kůru v kostele sv. Jiljí. Založil chrámový sbor, zavedl ceciliánskou reformu chrámového zpěvu a zasloužil se o opravu varhan jak v chrámu sv. Jiljí, tak v kostele sv. Jiří.
V roce 1882 se stal sbormistrem nymburského Hlaholu, který dovedl na úroveň nejlepších českých sborových těles. Uváděl zejména díla předních českých skladatelů: Karla Bendla, Josefa Bohuslava Foerstera, Josefa Suka a Vítězslava Nováka. Nastudoval i operu Viléma Blodka V studni a oratorium Stabat Mater Antonína Dvořáka. Sbor získal Zlatou medaili při koncertu zpěváckých spolků československých v Praze v roce 1891 a druhou cenu při „pěveckých zápasech“ v roce 1895.
Jako skladatel se příliš neuplatnil. Uvádějí se dva příležitostné sbory.